# Hany Abdelhady
Hany Abdelhady (ur. 19 maja 1980 w Kairze) – egipski sportowiec paraolimpijski  specjalizujący się w  podnoszeniu ciężarów.
Na Igrzyska paraolimpijskich w Londynie w 2012 r. zdobył złoty medal w kategorii wagowej mężczyzn do 90 kg. W 2020 r. na Igrzyskach paraolimpijskich w Tokio zdobył brązowy medal w kategorii wagowej mężczyzn do 88 kg.